# Temnosternopsis
Temnosternopsis är ett släkte av skalbaggar. Temnosternopsis ingår i familjen långhorningar.
Kladogram enligt Catalogue of Life:
| Temnosternopsis | \| \| Temnosternopsis dissimilis \| \| \| \| \| \| Temnosternopsis ochreopictus \| \| \| \| \| \| Temnosternopsis pictus \| \| \| \| \| \| Temnosternopsis quadrituberculatus \| \| \| \| \| \| Temnosternopsis subtruncatus \| \| \| \| |
|                 | \| \| Temnosternopsis dissimilis \| \| \| \| \| \| Temnosternopsis ochreopictus \| \| \| \| \| \| Temnosternopsis pictus \| \| \| \| \| \| Temnosternopsis quadrituberculatus \| \| \| \| \| \| Temnosternopsis subtruncatus \| \| \| \| |
|                 | Temnosternopsis dissimilis |
|                 | |
|                 | Temnosternopsis ochreopictus |
|                 | |
|                 | Temnosternopsis pictus |
|                 | |
|                 | Temnosternopsis quadrituberculatus |
|                 | |
|                 | Temnosternopsis subtruncatus |
|                 | |